# Stanisław Aronson
Stanisław Witold Aronson ps. Rysiek (ur. 6 maja 1925 w Warszawie) – polski i izraelski wojskowy, oficer Armii Krajowej w stopniu podporucznika, członek jednostki Kedywu „Kolegium A” Okręgu Warszawskiego AK, uczestnik powstania warszawskiego; podpułkownik Wojska Polskiego i Sił Obronnych Izraela, uczestnik izraelskiej wojny o niepodległość, wojny Jom Kipur oraz wojny w Libanie. Posiada podwójne obywatelstwo.

## Losy wojenne
We wrześniu 1939 rodzina Aronsona wyjechała z Łodzi do Warszawy. Po kilku dniach zdecydowali się na dalszą ucieczkę na Kresy wschodnie, gdzie pod Równem ich krewni posiadali majątek ziemski. Zanim tam dojechali, ich krewniacy zostali aresztowani przez bolszewików i wywiezieni na wschód. W tej sytuacji rodzina Aronsonów próbowała bezskutecznie przedostać się na Litwę. Po bezowocnych próbach ruszyli ku granicy rumuńskiej, ale została już ona zamknięta. W końcu zatrzymali się we Lwowie, będącym wówczas pod okupacją sowiecką.
30 czerwca 1941 do Lwowa wkroczyli Niemcy. Zaczęły się pogromy na ludności żydowskiej miasta, a potem także masowe wywózki Żydów. Rodzina Aronsonów, choć w dokumentach miała wpisaną narodowość polską, znów musiała uciekać. Jesienią 1941 przyjechali do warszawskiego getta, które wydawało się im miejscem lepszym niż obozy, do których trafiali Żydzi ze Lwowa.
W 1942 podczas likwidacji getta Aronsonowie trafili na Umschlagplatz. Tam zostali rozdzieleni i nigdy później Stanisław Aronson nie widział już swojej rodziny. Sam uciekł z transportu do Auschwitz podczas postoju na podwarszawskich polach. Noc przeczekał ukrywając się w kapliczce, a rano poszedł do pobliskiej wsi. Tam pomógł mu miejscowy gospodarz, który nakarmił go i zaprowadził na stację kolejową. Pociągiem wrócił do Warszawy, gdzie skontaktował się z przyjaciółmi mieszkającymi po aryjskiej stronie. Zorganizowali mu nocleg oraz fałszywe dokumenty na nazwisko Ryszard Żurawski, a potem Żukowski. Wkrótce otrzymał także propozycję wstąpienia do Armii Krajowej. Przyjął pseudonim „Rysiek” i trafił do grupy Kedywu AK kierowanej przez (Józefa Rybickiego) „Andrzeja”. Była to jednostka zajmująca się dywersją i wykonywaniem wyroków na Niemcach i Polakach, skazanych przez sądy Polski Podziemnej. 18-letni „Rysiek” był za młody na wykonywanie wyroków, więc stał w obstawie. W 1944 ukończył konspiracyjną Szkołę Podchorążych Piechoty.
Jako członek „Kolegium A” Okręgu Warszawskiego AK brał udział w powstaniu warszawskim (1944). Jego oddział skierowano na Wolę, do elitarnego zgrupowania „Radosław” (należały do niego m.in. bataliony harcerskie „Zośka” i „Parasol”). Po wyparciu oddziałów powstańczych na Stare Miasto Aronson został ciężko ranny w nogę i znalazł się w szpitalu na ul. Długiej. Po upadku Starego Miasta wyruszył wraz z cywilami do Pruszkowa. Stamtąd razem z przyjacielem Olgierdem Cemerskim uciekł do Dalechowic pod Krakowem, do majątku ciotki ich przyjaciółki Reny Rostworowskiej, gdzie kurował się przez pięć miesięcy z odniesionych ran. Po wyzdrowieniu wrócił do rodzinnej Łodzi i tam ponownie wstąpił do oddziałów AK, a następnie do organizacji „NIE” gen. Augusta Emila Fieldorfa. Po wkroczeniu Armii Czerwonej został aresztowany przez UB. Udało mu się jednak uciec, wykorzystując nieuwagę funkcjonariuszy.

## Ucieczka z Polski
Postanowił uciec z Polski dołączając do grupy syjonistów, którzy jechali do Palestyny. Przejechał z nimi pociągiem przez Czechosłowację na Węgry, do obozu przejściowego w Budapeszcie. Stąd żydowskie podziemie, organizujące w Europie emigrację do Palestyny, przerzucało całe grupy przez zieloną granicę do Austrii. Jednak ich grupa została zatrzymana przez żołnierzy radzieckich. Aronson po raz kolejny uciekł z transportu i pieszo, kierując się położeniem gwiazd dotarł do zachodniej strefy okupacyjnej. Ciężarówką dojechał do Klagenfurtu, gdzie znajdował się obóz dla uciekinierów. Tam zgłosił się do Polskiego Czerwonego Krzyża w Villach. Z Klagenfurtu przeszmuglowano go do włoskiej Ankony, gdzie został zweryfikowany jako podporucznik oraz wcielony do 3 Dywizji Strzelców Karpackich 2 Korpusu. We Włoszech rozpoczął studia medyczne w Bolonii, gdzie odnalazł go stryj z Tel Awiwu i namówił do wizyty w Palestynie.

## W Izraelu
Aronson za namową stryja wyjechał do Palestyny, gdzie jeszcze przez kilka miesięcy służył w polskich jednostkach na Bliskim Wschodzie – logistycznym zapleczu korpusu armii Andersa. W 1947 oficjalnie został zwolniony z wojska. Po zwolnieniu studiował biologię na uniwersytecie w Jerozolimie. W 1948, kiedy wybuchła wojna po decyzji Organizacji Narodów Zjednoczonych o podziale Palestyny na część żydowską i arabską, wstąpił do armii izraelskiej. W 1950 został zdemobilizowany w stopniu kapitana. W następnych wojnach izraelsko-arabskich przeszedł kolejne szczeble kariery wojskowej, awansując do stopnia podpułkownika.

## Związki z Polską
Wielokrotnie podkreślał swoje związki z Polską i chciał do niej wrócić, do czego nie mogło dojść ze względu na panujący wówczas ustrój. Pierwszy raz odwiedził kraj dopiero w 1988 – ze swoich przyjaciół z Armii Krajowej spotkał jedynie kilka osób, ponieważ większość z nich zmarła. Zaangażował się w upamiętnienie wkładu Polaków w ratowanie polskich Żydów oraz w popularyzację pamięci o swoich kolegach z Kedywu AK. Opublikował swoje wspomnienia. Doprowadził do wystawienia na byłym Umschlagplatz tablicy upamiętniającej udział polskich Żydów w powstaniu warszawskim żeby Żydzi, którzy przyjeżdżają na Umschlagplatz, wiedzieli, że tuż obok polscy powstańcy uratowali żydowskich więźniów. I że w ogóle było Powstanie Warszawskie. O swoich związkach z Polską wypowiedział się w następujący sposób:

Byłem polskim chłopcem! Dziś, gdy to mówię ludziom w Izraelu, trudno im to zrozumieć. Byłem wychowany w duchu polskiego patriotyzmu. Moja rodzina miała poglądy piłsudczykowskie. Choć w 1935 roku miałem zaledwie dziesięć lat, doskonale pamiętam, że w naszym domu w Łodzi wszyscy bardzo przeżywali śmierć Marszałka. Moją ojczyzną była Polska. To było dla mnie coś oczywistego i dlatego bez wahania poszedłem do podziemia.

W 2019 wraz z Michałem Wójcikiem i Emilem Maratem napisał książkę Wojna nadejdzie jutro. Żołnierz legendarnego Kedywu AK ostrzega, wydaną przez Wydawnictwo Znak Literanova.

## Odznaczenia
- Krzyż Komandorski z Gwiazdą Orderu Odrodzenia Polski – 2013[5][6]
- Krzyż Komandorski Orderu Odrodzenia Polski – 2007[7]
- Krzyż Oficerski Orderu Zasługi RP – 1997[8]
- Krzyż Walecznych – dwukrotnie
- Krzyż Armii Krajowej
- Warszawski Krzyż Powstańczy
- Medal Wojska – dwukrotnie
- Złoty Medal Wojska Polskiego – 2013[9]
- Medal „Pro Memoria”
- Medal Honorowy za zasługi dla Żandarmerii Wojskowej – 2014[10]
- Medal „Obrońcy Ojczyzny 1939–1945” – 2015[11]
- Odznaka za Wojnę o Niepodległość – Izrael, 1949
- Odznaka za Wojnę Jom Kipur – Izrael, 1973
- Odznaka za Wojnę Libańską – Izrael, 1982